# FKA twigs
FKA Twigs (stylizowane na FKA twigs), właśc. Tahliah Debrett Barnett (ur. 16 stycznia 1988, Cheltenham, Gloucestershire, Anglia) – brytyjska wokalistka, autorka tekstów i piosenek, producentka i tancerka o hiszpańsko-jamajskich korzeniach. Jej debiutancki album studyjny zatytułowany LP1 został wydany 11 sierpnia 2014 nakładem wytwórni Young Turks.

## Życiorys
Tahliah Debrett Barnett urodziła się w Cheltenham w hrabstwie Gloucestershire. Jej ojciec pochodzi z Jamajki, a matka, tancerka i gimnastyczka, jest obywatelką Anglii z korzeniami hiszpańskimi. Barnett została wychowana przez matkę i ojczyma. Swojego ojca, tancerza jazzowego, spotkała dopiero po ukończeniu 18 lat. Dorastała w Gloucestershire i hrabstwo określiła jako „prawie kompletne odludzie”. Uczęszczała do prywatnej, katolickiej szkoły św. Edwarda w Cheltenham. Ze względu na niskie przychody rodziny, jej edukacja była opłacana ze stypendium naukowego. 
W wieku 16 lat Barnett zaczęła tworzyć muzykę w klubach młodzieżowych. W wieku 17 lat przeprowadziła się do południowej części Londynu, aby rozpocząć karierę taneczną. Występowała w teledyskach takich artystów jak: Kylie Minogue, Plan B, Ed Sheeran, Taio Cruz, Dionne Bromfield, Jessie J i Wretch 32. Pojawiła się dwukrotnie w teledyskach Jessie J, w 2010 w klipie do piosenki Do It Like a Dude, a w 2011 w Price Tag. Tańczyła także w teledysku Dionne Bromfield do piosenki Yeah Right. W 2011 pojawiła się w dwuminutowym komediowym skeczu BBC Beyoncé Wants Groceries. Kiedy Twigs miała 18 lat zaczęła współpracować z producentami z Londynu, próbując znaleźć własny styl. Mniej więcej w tym czasie napisała piosenkę I'm Your Doll i wiele innych utworów, które określa jako bardzo złe dema. 

## Dyskografia

### Albumy
| Tytuł     | Dane dot. albumu                                            | Pozycja na liście | Pozycja na liście | Pozycja na liście | Pozycja na liście | Pozycja na liście | Pozycja na liście | Sprzedaż        |
| Tytuł     | Dane dot. albumu                                            | USA               | AUS               | FRA               | NZL               | GER               | UK                | Sprzedaż        |
| --------- | ----------------------------------------------------------- | ----------------- | ----------------- | ----------------- | ----------------- | ----------------- | ----------------- | --------------- |
| LP1       | - Data: 6 sierpnia 2014 - Wydawca: Young Turks              | 30                | 30                | 94                | 38                | 50                | 16                | - USA: 77 tys.+ |
| Magdalene | - Data: 8 listopada 2019 - Wydawca: Young Turks             | 54                | 22                | 113               | 27                | 78                | 21                |                 |
| Eusexua   | - Data: 24 stycznia 2025 - Wydawca: Young, Atlantic Records | 24                | 59                | —                 | 21                | 37                | 3                 | —               |

### Mixtape'y
| Tytuł      | Dane dot. albumu                                            | Pozycja na liście | Pozycja na liście | Pozycja na liście |
| Tytuł      | Dane dot. albumu                                            | USA               | FRA               | NZL               |
| ---------- | ----------------------------------------------------------- | ----------------- | ----------------- | ----------------- |
| Caprisongs | - Data: 14 stycznia 2022 - Wydawca: Young, Atlantic Records | 91                | 126               | 37                |

### Minialbumy
| Tytuł                                   | Dane dot. albumu                                 | Pozycja na liście | Pozycja na liście | Pozycja na liście |
| Tytuł                                   | Dane dot. albumu                                 | USA               | FRA               | NZL               |
| --------------------------------------- | ------------------------------------------------ | ----------------- | ----------------- | ----------------- |
| EP1                                     | - Data: 4 grudnia 2012 - Wydawca: wydanie własne | —                 | —                 | —                 |
| EP2                                     | - Data: 19 maja 2014 - Wydawca: Young Turks      | —                 | —                 | —                 |
| M3LL155X                                | - Data: 14 sierpnia 2015 - Wydawca: Young Turks  | 63                | 184               | 30                |
| "—" oznacza, że album nie był notowany. |                                                  |                   |                   |                   |